# Melvin King (cầu thủ bóng đá)
Melvin Jalka King (sinh ngày 18 tháng 11 năm 1985) là một cầu thủ bóng đá người Liberia (thủ môn) hiện tại thi đấu cho Sekondi Hasaacas F.C.. Anh có màn ra mắt quốc tế trong trận đấu với Guinea Xích Đạo (17/06/2007).

## Sự nghiệp
Ngày 17 tháng 12 năm 2008 bị cấm thi đấu 5 tháng ở tất cả các trận đấu vì liên quan đến sử dụng doping.

## Quốc tế
Anh cũng là một thành viên của Đội tuyển bóng đá quốc gia Liberia.